# Mercadera (heroïna)
Na Mercadera (Peralada, Alt Empordà, ca. 1245 - ca. 1300) fou una heroïna, mercera, horticultora catalana.

## Setge de Peralada
Després de la conquesta de Sicília per part de Pere el Gran, que va intervenir-hi pels drets que hi tenia la seva dona Constança, el papa el va excomunicar i va predicar la Croada contra la Corona d'Aragó, mentre atorgava Sicília a Carles de Valois, germà del rei de França. Llavors es va produir la invasió francesa de l'Empordà i del Rosselló. En aquell context trobem l'actuació de dues dones de Peralada a les quals considerem heroïnes. Segurament al llarg de la història hi ha hagut altres dones que en situacions de guerra i de risc han actuat amb coratge, però elles han arribat a les cròniques de la ploma de Ramon Muntaner, fill de Peralada i testimoni dels fets de 1285.
Una d'elles és na Mercadera. Segons Muntaner, na Mercadera era una dona molt experta, gran i alta que tenia obrador de merceria a la vila de Peralada; era doncs una professional que elaborava cintes, vels i altres materials complementaris per la costura i l'ornament dels vestits, i que els venia. Però com totes les dones dels pobles i viles de les classes populars, a més de treballar amb els seves mans, tenia cura de l'hort situat fora muralla, que proporcionava una part important de l'alimentació quotidiana de la família.
Peralada estava assetjada, o sigui que na Mercadera no podia sortir del recinte sense temor de topar-se amb els soldats francesos per anar a l'hort a buscar la verdura per fer el dinar; hagués estat molt perillós que sortís una dona a camp obert quan els soldats assetjaven pels voltant. O sigui que ella va decidir anar a collir les cols vestida d'home, i en aparença d'home armat. Muntaner ja s'afanyava a dir d'entrada que era una dona corpulenta, que amb la llança i l'escut a la mà i l'espasa a la cintura, deuria imposar com si fos un guerrer; anar a l'hort guarnida d'aquella manera era sens dubte menys perillós. Mentre collia les cols va sentir soroll de picarols, era un genet francès que amb el seu cavall arnesat amb picarols havia caigut al rec per on circulava l'aigua entre hort i hort i que servia per regar-los, feina que sens dubte també feien les dones que tenien cura dels horts. Llavors es va apropar al francès i li va travessar la cuixa amb la llança, i el deixà clavat a la muntura; tot seguit, traient-se l'espasa li va cridar: «Cavaller mort sots si no us retets». És a dir, el va desafiar pràcticament seguint el codi de cavalleria, de manera que el cavaller es va rendir i ella el va conduir a Peralada; abans, però, va tenir cura de treure-li la llança que li havia clavat. El rei, que era a Peralada, li va fer explicar l'anècdota diverses vegades, cosa que ens assenyala que era un fet extraordinari; el botí de guerra, és a dir, el cavall i les armes del vençut li foren donades i un cop redimit el presoner el rescat també fou per a ella.
És una imatge ben gràfica, aquella dona experta, gran i alta, s'ha de vestir d'home, actua com un home armat, fereix l'enemic i el fa presoner. Però hem trobat interessant el fet que un cop el presoner es va rendir, i va deixar les armes, ella li arrenqués la llança que li havia clavat, és a dir, va fer el que feien les dones en el camp de batalla, socórrer el ferit, tot i que era un enemic assetjador i que ella mateixa l'havia ferit.

## En la cultura popular
Antoni Caba i Casamitjana (Barcelona, 1838-1907), un dels pintors catalans de l'academicisme-realisme, va captar el moment àlgid de la captura en una obra titulada L'heroïna de Peralada, amb la qual el 1864 guanyaria una medalla de segona classe a l'Exposició Nacional de Belles Arts de Madrid. Un mercat de productes artesans de Peralada organitzat el mes d'agost duu el seu nom.